# Briaxis

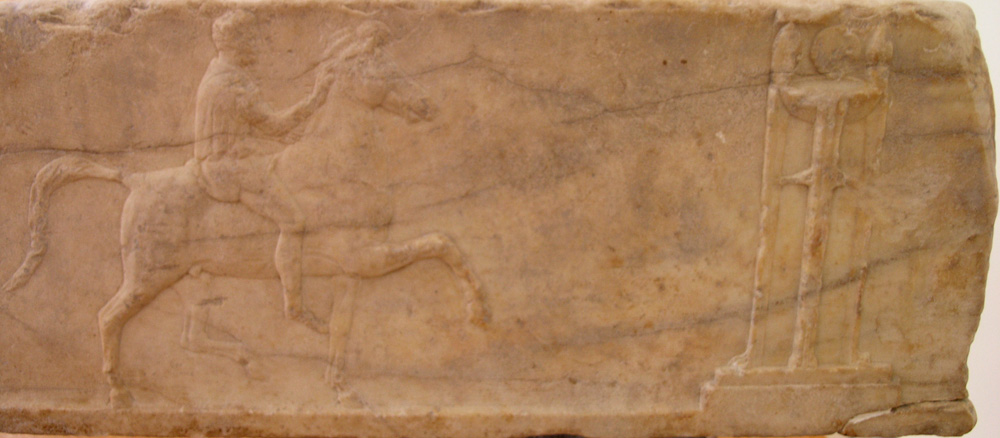
Bajo relieve de base votiva del ágora de Atenas, firmado por Bryaxis, Museo Arqueológico Nacional de Atenas.

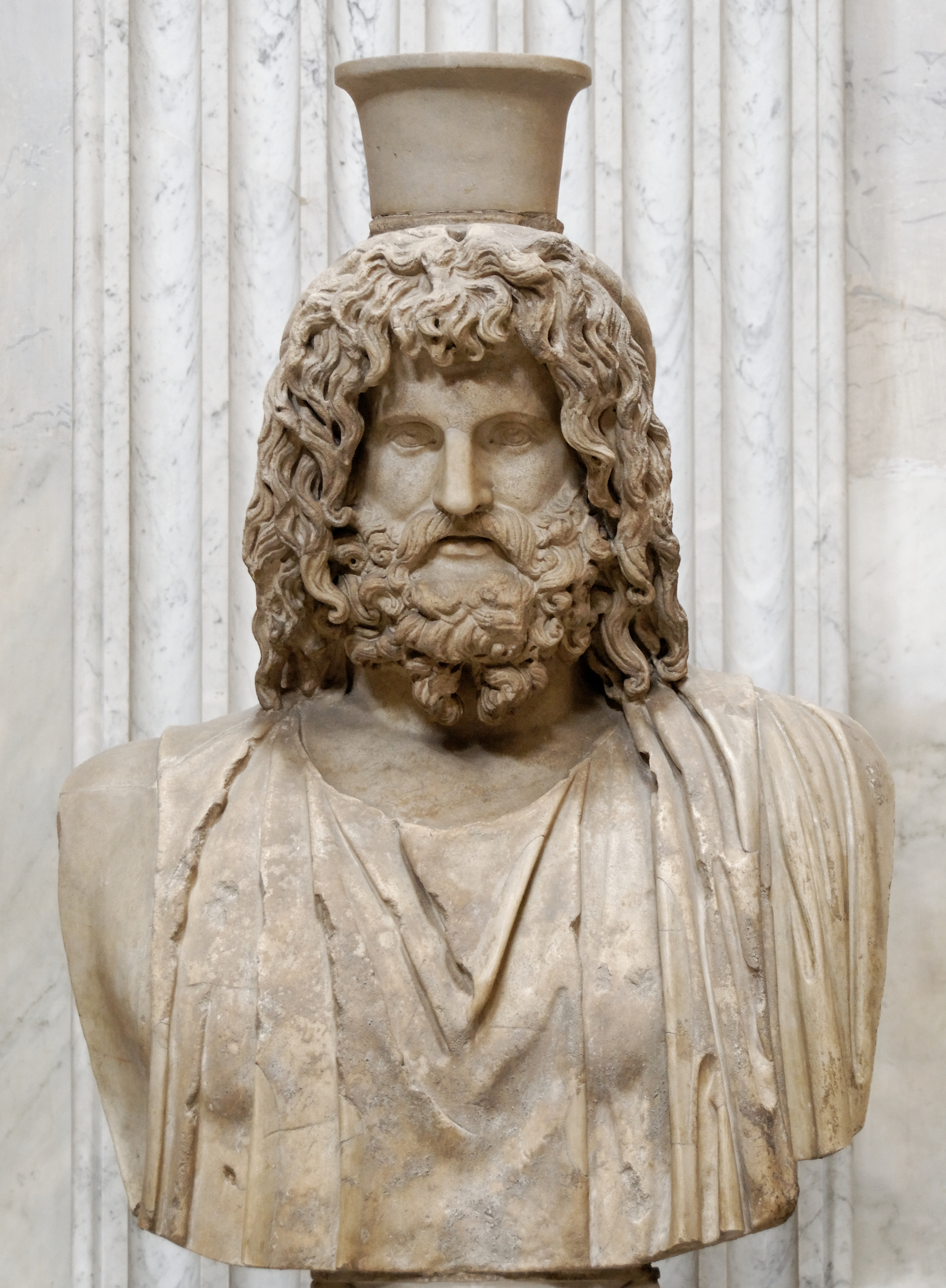
Copia romana del original del Serapis de Briaxis que se encontraba en el Serapeo de Alejandría (Museos Vaticanos).

Briaxis o Bryaxis (en griego antiguo Βρύαξις o Βρύασσις / Brúassis) es un escultor griego, nacido en Atenas o en Caria alrededor del 350 a. C.

## Biografía
Trabajó para los diádocos, encargándole Seleuco I una estatua de Apolo para su templo de Dafne en las afueras de la nueva capital Antioquía y una estatua de bronce de sí mismo. En Alejandría, realizó para Ptolomeo I la estatua crisoelefantina de Serapis. Una copia romana de la misma se encuentra en los Museos Vaticanos, aunque está sujeta a discusión su autoría.
Sobre todo, es conocido por su participación en la decoración del Mausoleo de Halicarnaso, junto con los también escultores Escopas, Leócares y Timoteo.
Caso raro en un escultor de este período, es el haber conservado una de sus obras originales identificada por su firma, una base votiva encontrada en el Ágora de Atenas en 1891, que soportaba un trípode de bronce, dedicada con la ocasión de ganar un concurso de anthippasia y que sería una obra temprana del escultor, antes de su partida para Asia.